# Akallabêth
Akallabêth er den fjerde del af Silmarillion, redigeret af Christopher Tolkien (1977). Det er en relativt kort opsummering af Númenor fortælling af J.R.R. Tolkien legendarium. Númenor er navnet på den ø, der er katastrofalt ødelagt i Tolkiens variant af Atlantis legenden.

## Synopsis
Akallabêth ("det som gik under") fortæller opblomstringen og faldet af ø-kongeriget Númenor, beboet af Dúnedain. Maian Sauron, hvis magt steg bestandigt gennem hele den Anden Tidsalder, spillede en central rolle i Númoners fald, Efter besejringen af Morgoth, gav Valarne øen til menneskenes tre loyale huse, der havde hjulpet Elverne deres krigsførelse imod ham. Edain, der nu kaldte sig Dúnedain, modtog rig belønning fra Maian Eönwë, der gav dem viden, kraft og længere liv end nogen anden dødelig slægt, hvilket gjorde dem sammenlignelige med Højelvernefolket i Aman. Imens Númenors pragt voksede, blev Dúnedain mere urolige og døden plagede dem, og de blev fremmede for Valarne og Elverne undtagen Elendili, elver-vennerne. Dúnedain ønskede mere magt, og i Tar-Ankalimons tid anlagde mægtige bebyggelser på Midgårds vestkyst, hvor de regerede som herrer, blev magtfulde og tilranede sig store rigdomme. Denne nedgangstid stoppede imidlertid ikke, thi kongernes levealder forkortedes pga. deres oprørske sind, og Ar-Gimilzôrs, den toogtyvende konge, forsømte det Hvide Træs pleje og forbød al brugen af elvermålene og straffede de, der bød skibene fra Eressëa velkommen. Men det stoppede imidlertid ikke her, og den magtgriske og krigeriske Ar-Pharazôn, der havde erobret land i Midgård med magt, blev nu konge.
Númenóreanerne slog til og førte en mægtig flåde ind i Midgård, og Sauron indså nu, at han ikke kunne overvinde dem med magt, og tillod dem at tage ham som fange tilbage til Númenor. Der begejstrede han kongen, Ar-Pharazôn, og opfordrede ham til at opnå den udødelighed, Valarne havde nægtet ham, og sagde at Illúvatar var opfundet af Valarne for at trælbinde menneskene, og dermed plejedes Númenors misundelse af Elverne og Valarne. Af denne grund blev al Númenors magt og viden brugt til at undgå døden med vederstyggelige menneskeofringer til Morgoth. Dette svækkede Dúnedain og forkortede deres levealder til andres menneskers, og de blev angrebet af galskab og sygdom. 
Sauron opfodrede Ar-Pharazôn til føre krig mod Valarne for at vinde udødeligheden, og Ar-Pharazôn skabte en mægtig hær og flåde og sejlede mod Aman. Da de gik i land påkaldte Manwë Illúvatar for hjælp. Illúvatar viste nu sin magt og skabte en mægtig kløft mellem Númenor og Aman, der tog Númenor, hele Ar-Pharazons flåde ned i afgrunden, og verdens form ændredes, og nye lande blev skabt. Ar-Pharazon og hans mænd ved Túna begravedes af fjelde, der faldt ned fra himlen.
Saurons fysiske manifestation blev ødelagt, da han faldt ned i afgrunden sammen med Númenor, men hans ånd vendte tilbage til Midgård, fordi han var en Maia, men han kunne ikke længere antage sig sin fagre skikkelse. Nogle Númenóreanere, der havde forblivet loyale mod Valarne, blev skånet og skyllede op på Midgårds kyster. Iblandt disse overlevende var Elendil deres leder, en efterkommer af Elros, og hans tog sønner Anárion og Isildur, der havde reddet en sætteplante fra Númenors Hvide Træ, forfaderen til Gondors Træ. De grundlagde de númenóreanske eksilriger: Arnor i nord og Gondor i syd. Elendil regerede som storkonge for begge riger, men han overlod Gondor til Isildur og Anárion, der regerede det i fællesskab. Rigernes magt og pragt var stærkt formindsket fra Númenors, og dog "virkede den mægtig over for de vilde mennesker rundt omkring i verden".
Der er ved slutningen nævnt, at det sunkne Númenor senere blev kaldt "Atalantë", et navn det ikke havde, da det eksisterede. Dette førte til, at mange læsere konkluderede, at Númenor er Atlantis; denne forbindelse blev imidlertid afvist af Tolkien ham selv, der hævdede, at det er et naturligt ord, der følger Quenyas sproglige konstruktion. Tolkien blev altid irriteret, når folk mente, at hans værker indeholdt allegorier eller ligefrem var allegorier, og sagde selv ved flere lejligheder, at han ikke brød sig om dem, og han skrev endda dette i forordet til Ringenes herre.